# Nocturno Culto
Nocturno Culto est un musicien de black metal norvégien. Il est né le 4 mars 1972. Son nom de naissance est Ted Skjellum.
Il est surtout connu pour être le chanteur, guitariste et bassiste du groupe de black metal norvégien Darkthrone. Il a également été guitariste de session pour le groupe de black metal norvégien Satyricon.
En dehors de son travail dans Darkthrone, il fut professeur de théâtre en Norvège. Il est le père de deux filles.

## Discographie
- 1988 – A New Dimension
- 1989 – Thulcandra
- 1989 – Cromlech
- 1990 – Soulside Journey
- 1992 – A Blaze in the Northern Sky
- 1993 – Under a Funeral Moon
- 1994 – Transilvanian Hunger
- 1995 – Panzerfaust
- 1996 – Nemesis Divina (guitare, pour le groupe Satyricon)
- 1996 – Total Death
- 1997 – Goatlord
- 1999 – Ravishing Grimness
- 2001 – Plaguewielder
- 2003 – Hate Them
- 2004 – Sardonic Wrath
- 2004 – On Frostbitten Path Beneath (chant, pour le groupe Vidsyn)
- 2006 – The Cult Is Alive
- 2007 – F.O.A.D.
- 2008 – Dark Thrones and Black Flags
- 2009 – Vorunah (chant, pour le groupe Sarke)
- 2010 – Circle The Wagons
- 2013 – The Underground Resistance
- 2016 – Arctic Thunder
- 2019 – Old Star
- 2021 – Eternal Hails......
- 2022 - Astral Fortress